# Fluitje van een cent (musical)
Fluitje van een cent is een musical met tekst van Annie M.G. Schmidt op muziek van Cor Lemaire. De musical werd geschreven in opdracht van de toenmalige Stichting Pro Juventute, de tegenwoordige Raad voor de Kinderbescherming.

## Inhoud
Op een dag loopt de schillenman een vreemd dun dametje tegen het lijf, dat hem waarschuwt voor een toverfluitje dat ze kwijt is en dat tussen zijn schillen moet liggen. Als de schillenman even later het toverfluitje vindt en erop blaast, worden alle "miesmuizers" – de eeuwig zeurende en klagende mensen – door een onzichtbaar koord naar de schillenschuit getrokken. 
In eerste instantie zijn de andere mensen in het dorp opgelucht dat de zeurders weg zijn, maar uiteindelijk worden de miesmuizers toch gemist. De miesmuizers, die nu noodgedwongen van schillen moeten leven, komen inmiddels zelf tot de ontdekking dat zij het nog niet zo slecht hadden thuis. Uiteindelijk worden ze uit hun lijden verlost als de schillenman nog eens op zijn fluit blaast, nu met zijn vinger op het middelste gaatje. Als de bevrijde miesmuizers in het dorp terugkomen, klagen ze helemaal niet meer.

## Achtergrond
De titel van de musical is een toespeling naar de bekende uitdrukking.
De musical is met Sinterklaas 1960 ook op tv uitgezonden, met onder anderen Piet Römer, Cecilia Lichtveld, Winnifred Bosboom en Ben Hulsman. De musical zat in een Sinterklaasuitzending waarin een groep kinderen in Studio Irene bezoek krijgt van Sinterklaas en Zwarte Piet.
Het werkwoord miezemuizen of miesmuizen als synoniem voor "zeuren, klagen" is uiteindelijk als neologisme in het Nederlands beland.

## Bewerkingen
Annie M.G. Schmidt verwerkte de musical tevens tot een kort verhaal, De miesmuizers, dat verscheen in de bundels Heksen en zo en Allemaal sprookjes.
In de jaren 70 verscheen Fluitje van een cent als hoorspel op de plaat, met op de andere kant een bewerking van Jip en Janneke. Ook hier was de rol van de schillenman weer voor Piet Römer, nu naast o.a. Enny Mols-de Leeuwe, Elsje de Wijn en het kinderkoor Henk van der Velde.
In het kader van de Annie M.G.Schmidt-maand in januari 2010 is de tv-bewerking van de musical herhaald op het digitale themakanaal Cultura 24.

## Liedjes
Bekende liedjes uit de musical zijn Wij zijn de miesmuizers, Hoor je niet de vogels zingen en De schillenman.